# Ephedra transitoria
Ephedra transitoria — вид голонасінних рослин класу гнетоподібних.

## Поширення, екологія
Країни проживання: Ірак; Йорданія; Саудівська Аравія; Сирія. Росте на висотах від 100 м до 600 м. Чагарник, що росте в сухій пустелі, часто на щебенистих рівнин. Пов'язаний з Artemisia sieberi, Achillea fragrantissima, Noaea mucronata, Haloxylon articulatum, Helianthemum lippii, Poa sinaica.

## Використання
Стебла більшості членів цього роду містять алкалоїд ефедрин і відіграють важливу роль в лікуванні астми та багатьох інших скарг дихальної системи.

## Загрози та охорона
Повідомляється, що на рослині пасеться худоба і використовується бедуїнами на паливо, але не думається, що це серйозні загрози в даний час. Не відомо про знаходження в охоронних територіях.